# Pétanque-Bundesliga 2007
Die Deutsche Pétanque-Bundesliga (D.P.B.) startete 2007 in ihre 1. Saison. Bis 2006 wurde der Deutsche Mannschaftsmeister in der DM Vereine ermittelt. Veranstalter der Pétanque-Bundesliga 2007 ist der Deutsche Pétanque Verband eV (DPV). Der Deutsche Mannschaftsmeister ist für den EuroCup qualifiziert.
Meister wurde Boule Club Sandhofen Mannheim, abgestiegen sind der PC Noris Cochonnet
Nürnberg, die Boule-Freunde „Le Cochonnet“ 1986 Rockenhausen sowie der 1. PCP Leipzig. Der Club Bouliste de Berlin sowie der TSG Weinheim-Lützelsachsen sind die Aufsteiger für die Saison 2008.

## Spielmodus, Mannschaften
Siehe Pétanque-Bundesliga unter  Spielmodus und Mannschaften

## Teilnehmer der ersten Bundesligasaison

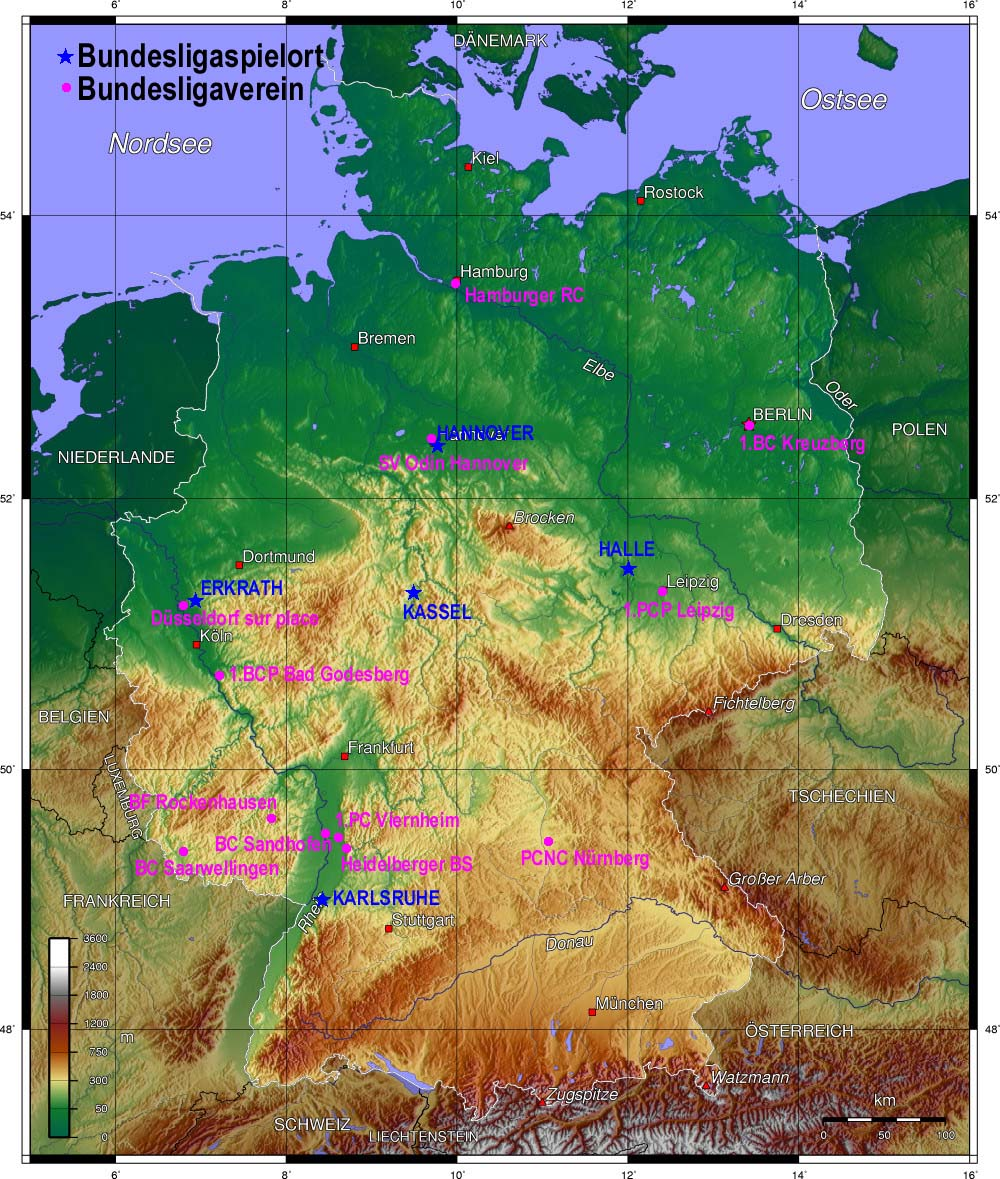
Bundesliga 2007, Mannschaften und Orte

| Vereine der ersten Bundesliga-Saison           | Vereine der ersten Bundesliga-Saison | Vereine der ersten Bundesliga-Saison |
| Verein                                         | Stadt / Landkreis                    | Landesverband                        |
| ---------------------------------------------- | ------------------------------------ | ------------------------------------ |
| 1. Boules Club Petanque Bad Godesberg          | Bonn                                 | Nordrhein-Westfalen                  |
| 1. Boule Club Kreuzberg e.V                    | Berlin                               | Berlin                               |
| Düsseldorf sur place e.V.                      | Düsseldorf                           | Nordrhein-Westfalen                  |
| Hamburger Rugby-Club                           | Hamburg                              | Nord                                 |
| SV Odin Hannover                               | Hannover                             | Niedersachsen                        |
| Heidelberger Boule-Spieler e. V.               | Heidelberg                           | Baden-Württemberg                    |
| 1. PCP Leipzig                                 | Leipzig                              | Thüringen                            |
| Boule Club Sandhofen                           | Mannheim                             | Baden-Württemberg                    |
| PC Noris Cochonnet Nürnberg                    | Nürnberg                             | Bayern                               |
| Boule-Freunde „Le Cochonnet“ 1986 Rockenhausen | Rockenhausen                         | Rheinland-Pfalz                      |
| BC Saarwellingen                               | Landkreis Saarlouis                  | Saarland                             |
| 1. Pétanque Club Viernheim von 1984 e. V.      | Viernheim                            | Hessen                               |

## Spielplan und Tabelle
Die Begegnungen der Bundesliga wurden an 4 Spieltagen ausgetragen und zwar:
| 1. Spieltag 28. April 2007 ab 10:30 Uhr    | NORD in Hannover: An der Marktkirche                                                              | SÜD in Karlsruhe: Schlossplatz                                                                            |
| ------------------------------------------ | ------------------------------------------------------------------------------------------------- | --- |
| 1. Runde:                                  | Bad Godesberg : Hamburg (2:3) Düsseldorf : Hannover (1:4) Leipzig : Berlin-Kreuzberg (2:3)        | Nürnberg : Saarwellingen (1:4) Mannheim-Sandhofen : Rockenhausen (5:0) Heidelberg : Viernheim (3:2)       |
| 2. Runde:                                  | Leipzig : Bad Godesberg (2:3) Düsseldorf : Berlin-Kreuzberg (3:2) Hamburg : Hannover (3:2)        | Nürnberg : Rockenhausen (3:2) Mannheim-Sandhofen : Viernheim (3:2) Heidelberg : Saarwellingen (2:3)       |
| 3. Runde:                                  | Hannover : Bad Godesberg (3:2) Hamburg : Berlin-Kreuzberg (2:3) Düsseldorf : Leipzig (3:2)        | Nürnberg : Heidelberg (1:4) Saarwellingen : Mannheim-Sandhofen (2:3) Rockenhausen : Viernheim (0:5)       |
| 2. Spieltag 26. Mai 2007 ab 10:30 Uhr      | Ost in Dessau: Stadtpark                                                                          | West in Erkrath: Gerberstraße                                                                             |
| 4. Runde:                                  | Nürnberg : Hamburg (2:3) Leipzig : Hannover (1:4) Viernheim: Berlin-Kreuzberg (5:0)               | Saarwellingen : Rockenhausen (5:0) Düsseldorf : Heidelberg (4:1) Bad Godesberg: Mannheim-Sandhofen (1:4)  |
| 5. Runde:                                  | Nürnberg : Berlin-Kreuzberg (3:2) Leipzig : Hamburg (0:5) Viernheim : Hannover (1:4)              | Saarwellingen : Düsseldorf (0:5) Mannheim-Sandhofen : Heidelberg (3:2) Rockenhausen : Bad Godesberg (2:3) |
| 6. Runde:                                  | Berlin-Kreuzberg : Hannover (2:3) Viernheim : Hamburg (2:3) Nürnberg : Leipzig (3:2)              | Saarwellingen : Bad Godesberg (2:3) Düsseldorf : Mannheim-Sandhofen (2:3) Heidelberg :Rockenhausen (5:0)  |
| 3. Spieltag 1. September 2007 ab 12:30 Uhr | In Kassel: Schloss Wilhelmsthal                                                                   | In Kassel: Schloss Wilhelmsthal                                                                           |
| 7. Runde:                                  | Saarwellingen : Berlin-Kreuzberg (2:3) Rockenhausen : Hamburg (1:4) Mannheim : Hannover (2:3)     | Heidelberg : Leipzig (4:1) Viernheim : Düsseldorf (3:2) Nürnberg : Bad Godesberg (1:4)                    |
| 8. Runde:                                  | Nürnberg : Viernheim (4:1) Rockenhausen : Hannover (1:4) Saarwellingen : Leipzig (5:0)            | Mannheim-Sandhofen : Hamburg (3:2) Heidelberg : Berlin-Kreuzberg (1:4) Düsseldorf : Bad Godesberg (2:3)   |
| 4. Spieltag 2. September 2007 ab 09:00 Uhr | In Kassel: Schloss Wilhelmsthal                                                                   | In Kassel: Schloss Wilhelmsthal                                                                           |
| 9. Runde:                                  | Viernheim : Bad Godesberg (3:2) Nürnberg : Düsseldorf (2:3) Saarwellingen : Hamburg (1:4)         | Hannover : Heidelberg (3:2) Berlin-Kreuzberg : Mannheim-Sandhofen (0:5) Leipzig : Rockenhausen (2:3)      |
| 10. Runde:                                 | Hamburg : Düsseldorf (3:2) Heidelberg : Bad Godesberg (2:3) Rockenhausen : Berlin-Kreuzberg (2:3) | Mannheim-Sandhofen : Nürnberg (5:0) Hannover : Saarwellingen (3:2) Viernheim : Leipzig (4:1)              |
| 11. Runde:                                 | Hamburg : Heidelberg (4:1) Bad Godesberg : Berlin-Kreuzberg (3:2) Düsseldorf : Rockenhausen (4:1) | Nürnberg : Hannover (2:3) Mannheim-Sandhofen :Leipzig (5:0) Viernheim : Saarwellingen (4:1)               |

### Abschluss-Tabelle
Deutscher Mannschaftsmeister 2007 wurde der Boule Club Sandhofen in der Besetzung Susanne Fleckenstein, Ellen Krieger, Michel Lauer, Detlev Krieger, Philipp Geis, Jannik Schaake, Holger Madsen, Wilfried Klein, Daniel Orth und David Bourdoux
| Tabelle Deutsche Pétanque-Bundesliga (DPB) 2007 Endstand | Tabelle Deutsche Pétanque-Bundesliga (DPB) 2007 Endstand | Tabelle Deutsche Pétanque-Bundesliga (DPB) 2007 Endstand | Tabelle Deutsche Pétanque-Bundesliga (DPB) 2007 Endstand | Tabelle Deutsche Pétanque-Bundesliga (DPB) 2007 Endstand | Tabelle Deutsche Pétanque-Bundesliga (DPB) 2007 Endstand |
| Platz                                                    | Verein                                                   | Kugeln                                                   | Diff.                                                    | Spiele                                                   | Punkte                                                   |
| -------------------------------------------------------- | -------------------------------------------------------- | -------------------------------------------------------- | -------------------------------------------------------- | -------------------------------------------------------- | -------------------------------------------------------- |
| 1                                                        | Boule Club Sandhofen                                     | 620:393                                                  | 227                                                      | 41:14                                                    | 10:1                                                     |
| 2                                                        | SV Odin Hannover                                         | 610:457                                                  | 153                                                      | 36:19                                                    | 10:1                                                     |
| 3                                                        | Hamburger Rugby-Club                                     | 587:438                                                  | 149                                                      | 36:19                                                    | 9:2                                                      |
| 4                                                        | 1. Boules Club Petanque Bad Godesberg                    | 540:498                                                  | 42                                                       | 29:26                                                    | 7:4                                                      |
| 5                                                        | 1. Pétanque Club Viernheim von 1984.                     | 570:484                                                  | 86                                                       | 32:23                                                    | 6:5                                                      |
| 6                                                        | Düsseldorf sur place                                     | 549:501                                                  | 48                                                       | 31:24                                                    | 6:5                                                      |
| 7                                                        | 1. Boule Club Kreuzberg                                  | 499:588                                                  | −89                                                      | 24:31                                                    | 5:6                                                      |
| 8                                                        | BC Saarwellingen                                         | 541:554                                                  | −13                                                      | 27:28                                                    | 4:7                                                      |
| 9                                                        | Heidelberger Boule-Spieler                               | 493:540                                                  | −47                                                      | 22:33                                                    | 4:7                                                      |
| 10                                                       | PC Noris Cochonnet Nürnberg                              | 489:563                                                  | −74                                                      | 22:33                                                    | 4:7                                                      |
| 11                                                       | Boule-Freunde „Le Cochonnet“ 1986 Rockenhausen           | 411:645                                                  | −234                                                     | 12:43                                                    | 1:10                                                     |
| 12                                                       | 1. PCP Leipzig                                           | 403:651                                                  | −248                                                     | 12;43                                                    | 0:11                                                     |

Die drei letztplatzierten Vereine der Abschlusstabelle (rot markiert) stiegen direkt in ihre (höchste) Landesfachverbandsligen ab.

## Aufstieg
Die drei Aufsteiger wurden in einer Aufstiegsrunde, zu der sich die Meister der höchsten Ligen der  Landesfachverbände qualifizieren, ermittelt. Die Veranstaltung findet vom 27./28. Oktober 2007 in Gersweiler (Saarland)
in einer Pétanque-Halle statt.
Die qualifizierten Teams eingeteilt in Poules
| Aufstiegsrunde für die Saison 2008 | Aufstiegsrunde für die Saison 2008 | Aufstiegsrunde für die Saison 2008 | Aufstiegsrunde für die Saison 2008 |
| Poule                              | Verein                             | Ort                                | Landesverband                      |
| ---------------------------------- | ---------------------------------- | ---------------------------------- | ---------------------------------- |
| schwarz                            | Schweinfurter Kugelleger           | Schweinfurt                        | Bayern                             |
| schwarz                            | Club Bouliste de Berlin            | Berlin-Tegel                       | Berlin                             |
| schwarz                            | Boule-Verein Ibbenbüren            | Ibbenbüren                         | Nordrhein-Westfalen                |
| rot                                | TSG Weinheim-Lützelsachsen         | Weinheim                           | Baden-Württemberg                  |
| rot                                | Boulefreunde Hauenstein            | Hauenstein (Pfalz)                 | Rheinland-Pfalz                    |
| rot                                | Boule Club Tromm                   | Grasellenbach (Kreis Bergstraße)   | Hessen                             |
| gold                               | Altonaer Boule Club Hamburg        | Hamburg                            | Nord                               |
| gold                               | Pétanque Freunde Saarbrücken       | Saarbrücken                        | Saarland                           |
| gold                               | TSV Krähenwinkel-Kaltenweide       | Langenhagen                        | Niedersachsen                      |
| gold                               | SC Bibra-Zwabitz                   | Bibra                              | Thüringen                          |

### Poule-Spiele
| Spiele Poule-Runde | Spiele Poule-Runde                                          | Spiele Poule-Runde | Spiele Poule-Runde | Spiele Poule-Runde | Spiele Poule-Runde | Spiele Poule-Runde | Spiele Poule-Runde | Spiele Poule-Runde |
| Poule              | Spiel                                                       | T                  | T m                | D 1                | D 2                | D m                | ges.               |                    |
| ------------------ | ----------------------------------------------------------- | ------------------ | ------------------ | ------------------ | ------------------ | ------------------ | ------------------ | ------------------ |
| schwarz            | Schweinfurter Kugelleger : Club Bouliste de Berlin          | 13:4               | 0:13               | 13:8               | 8:13               | 10:13              | 2:3                |                    |
| schwarz            | Club Bouliste de Berlin : Boule-Verein Ibbenbüren           | 9:13               | 10:13              | 13:11              | 13:6               | 6:13               | 2:3                |                    |
| schwarz            | Boule-Verein Ibbenbüren : Schweinfurter Kugelleger          | 3:13               | 13:6               | 13:10              | 0:13               | 6:13               | 2:3                |                    |
| rot                | TSG Weinheim-Lützelsachsen : Boulefreunde Hauenstein        | 13:5               | 13:9               | 13:3               | 10:13              | 13:8               | 4:1                |                    |
| rot                | Boulefreunde Hauenstein : Boule Club Tromm                  | 4:13               | 3:13               | 2:13               | 0:13               | 4:13               | 0:5                |                    |
| rot                | Boule Club Tromm : TSG Weinheim-Lützelsachsen               | 9:13               | 10:13              | 13:11              | 6:13               | 13:8               | 2:3                |                    |
| gold               | Altonaer Boule Club Hamburg : Pétanque Freunde Saarbrücken  | 6:13               | 13:8               | 13:5               | 3:13               | 13:7               | 3:2                |                    |
| gold               | TSV Krähenwinkel-Kaltenweide : SC Bibra-Zwabitz             | 3:13               | 13:0               | 13:1               | 11:13              | 8:13               | 2:3                |                    |
| gold               | Altonaer Boule Club Hamburg : TSV Krähenwinkel-Kaltenweide  | 13:11              | 10:13              | 13:5               | 12 :13             | 13:3               | 3:2                |                    |
| gold               | Pétanque Freunde Saarbrücken : SC Bibra-Zwabitz             | 13:3               | 13:0               | 13:2               | 13:8               | 3:13               | 4:1                |                    |
| gold               | Altonaer Boule Club Hamburg : SC Bibra-Zwabitz              | 13:4               | 13:2               | 13:8               | 13:0               | 13:3               | 5:0                |                    |
| gold               | Pétanque Freunde Saarbrücken : TSV Krähenwinkel-Kaltenweide | 13:3               | 13:8               | 13:4               | 13:10              | 13:1               | 2:0                |                    |

#### Tabellen
| Tabelle Schwarzer Poule | Tabelle Schwarzer Poule | Tabelle Schwarzer Poule | Tabelle Schwarzer Poule | Tabelle Schwarzer Poule | Tabelle Schwarzer Poule |
| Pl.                     | Verein                  | Kug.                    | D.                      | Sp.                     | P                       |
| ----------------------- | ----------------------- | ----------------------- | ----------------------- | ----------------------- | ----------------------- |
| 1                       | Schweinfurt             | 99:86                   | 13                      | 5:5                     | 1:1                     |
| 2                       | Berlin                  | 102:100                 | 2                       | 5:5                     | 1:1                     |
| 3                       | Ibbenbüren              | 91:106                  | 5                       | 5:5                     | 1:1                     |

| Tabelle Roter Poule | Tabelle Roter Poule | Tabelle Roter Poule | Tabelle Roter Poule | Tabelle Roter Poule | Tabelle Roter Poule |
| Pl.                 | Verein              | Kug.                | D.                  | Sp.                 | P                   |
| ------------------- | ------------------- | ------------------- | ------------------- | ------------------- | ------------------- |
| 1                   | Lützelsachsen       | 120:89              | 31                  | 7:3                 | 1:1                 |
| 2                   | Tromm               | 116:71              | 45                  | 7:3                 | 1:1                 |
| 3                   | Hauenstein          | 51:127              | −76                 | 1:9                 | 0:2                 |

| Tabelle Goldener Poule | Tabelle Goldener Poule | Tabelle Goldener Poule | Tabelle Goldener Poule | Tabelle Goldener Poule | Tabelle Goldener Poule |
| Pl.                    | Verein                 | Kug.                   | D.                     | Sp.                    | P                      |
| ---------------------- | ---------------------- | ---------------------- | ---------------------- | ---------------------- | ---------------------- |
| 1                      | Hamburg                | 174:108                | 66                     | 11:4                   | 3:0                    |
| 2                      | Saarbrücken            | 166:100                | 66                     | 11:4                   | 2:1                    |
| 3                      | Bibra                  | 83 :168                | - 85                   | 4:11                   | 1:2                    |
| 4                      | Krähenwinkel           | 119:166                | −47                    | 4:11                   | 0:3                    |

### Endrunde
| Überkreuzspiele   | Überkreuzspiele             | Überkreuzspiele              | Überkreuzspiele                              | Überkreuzspiele                              | Überkreuzspiele                              | Überkreuzspiele                              | Überkreuzspiele                              | Überkreuzspiele |
| Poule             | Team 1                      | Team 2                       | T                                            | T m                                          | D 1                                          | D 2                                          | D m                                          | ges.            |
| ----------------- | --------------------------- | ---------------------------- | -------------------------------------------- | -------------------------------------------- | -------------------------------------------- | -------------------------------------------- | -------------------------------------------- | --------------- |
| Übertrag Vorrunde | Schweinfurter Kugelleger    | Club Bouliste de Berlin      | 13:4                                         | 0:13                                         | 13:8                                         | 8:13                                         | 10:13                                        | 2:3             |
| Übertrag Vorrunde | TSG Weinheim-Lützelsachsen  | Boule Club Tromm             | 13:9                                         | 13:10                                        | 11:13                                        | 13:6                                         | 8:13                                         | 3:2             |
| Übertrag Vorrunde | Altonaer Boule Club Hamburg | Pétanque Freunde Saarbrücken | 6:13                                         | 13:8                                         | 13:5                                         | 3:13                                         | 13:7                                         | 3:2             |
| Runde 1           | Schweinfurter Kugelleger    | Boule Club Tromm             | 13 :8                                        | 2:13                                         | 11:13                                        | 3:13                                         | 13:6                                         | 2:3             |
| Runde 1           | TSG Weinheim-Lützelsachsen  | Pétanque Freunde Saarbrücken | 7:13                                         | 13:7                                         | 13:0                                         | 11:13                                        | 13:13                                        | 3:2             |
| Runde 1           | Altonaer Boule Club Hamburg | Club Bouliste de Berlin      | 13:11                                        | 0:13                                         | 13:12                                        | 8:13                                         | 8:13                                         | 2:3             |
| Runde 2           | Schweinfurter Kugelleger    | Pétanque Freunde Saarbrücken | durch Loswurf entschieden weil bedeutungslos | durch Loswurf entschieden weil bedeutungslos | durch Loswurf entschieden weil bedeutungslos | durch Loswurf entschieden weil bedeutungslos | durch Loswurf entschieden weil bedeutungslos | 3:2             |
| Runde 2           | TSG Weinheim-Lützelsachsen  | Club Bouliste de Berlin      | durch Loswurf entschieden weil bedeutungslos | durch Loswurf entschieden weil bedeutungslos | durch Loswurf entschieden weil bedeutungslos | durch Loswurf entschieden weil bedeutungslos | durch Loswurf entschieden weil bedeutungslos | 2:3             |
| Runde 2           | Altonaer Boule Club Hamburg | Boule Club Tromm             | 2:13                                         | 7:13                                         | 13:8                                         | 13:1                                         | 5:13                                         | 2:3             |

#### Tabelle Endrunde
Die ersten drei qualifizieren sich für die Endrunde.
Aufgestiegen: Club Bouliste de Berlin, TSG Weinheim-Lützelsachsen und der Boule Club Tromm.
| Tabelle Endrunde | Tabelle Endrunde             | Tabelle Endrunde | Tabelle Endrunde | Tabelle Endrunde | Tabelle Endrunde |
| Platz            | Verein                       | Kugeln           | Diff.            | Spiele           | Punkte           |
| ---------------- | ---------------------------- | ---------------- | ---------------- | ---------------- | ---------------- |
| 1                | Club Bouliste de Berlin      | 113:86           | 27               | 6:4              | 2:0              |
| 2                | TSG Weinheim-Lützelsachsen   | 115:96           | 19               | 6:4              | 2:0              |
| 3                | Boule Club Tromm             | 153:140          | 13               | 8:7              | 2:1              |
| 4                | Altonaer Boule Club Hamburg  | 130:157          | −27              | 7:8              | 1:2              |
| 5                | Pétanque Freunde Saarbrücken | 91 :105          | −14              | 4:6              | 0:2              |
| 6                | Schweinfurter Kugelleger     | 86:104           | −18              | 4:6              | 0:2              |

## Quelle
- Quelle:DPV-Website Freigabe GFDL: Ticket#: 2006111710003577